# スクイーズ (ガム)
スクイーズ（SQUEEZE）は、2010年から2013年まで江崎グリコが製造・販売していたチューインガムの商品名。
ガムを噛むと果汁（生ではない）が出てくると謳っているのが特徴。名前の由来（スクイーズ＝搾る、つまりガムの中から搾り出されるという意味である）にもなっている。

## テイスト
4種類存在。
1. レモン味
2. グレープ味
3. スモモ味
4. オレンジ味